# Кубок Ліхтенштейну з футболу 2005—2006
Кубок Ліхтенштейну з футболу 2005—2006 — 61-й розіграш кубкового футбольного турніру в Ліхтенштейні. Титул здобув Вадуц.

## Календар
| Раунд        | Дата                 | Матчі | Клуби  |
| ------------ | -------------------- | ----- | ------ |
| Перший раунд | 13 - 14 вересня 2005 | 8     | 16 → 8 |
| 1/4 фіналу   | 18 - 19 жовтня 2005  | 4     | 8 → 4  |
| 1/2 фіналу   | 8 - 9 листопада 2005 | 2     | 4 → 2  |
| Фінал        | 17 квітня 2006       | 1     | 2 → 1  |

## Перший раунд
| Команда 1        | Рахунок | Команда 2      |
| ---------------- | ------- | -------------- |
| 13 вересня 2005  |         |                |
| Вадуц III        | 2–3 дч  | Ешен-Маурен II |
| Шан II           | 3–4 дч  | Руггелль       |
| Бальцерс II      | 2–0     | Трізенберг     |
| 14 вересня 2005  |         |                |
| Трізенберг II    | 0–6     | Ешен-Маурен    |
| Трізен Еспаньйол | 0–9     | Бальцерс       |
| Руггелль II      | 0–3     | Шан            |
| Вадуц-2          | 0–3     | Трізен         |
| Шан Аццуррі      | 0–12    | Вадуц          |

## 1/4 фіналу
| Команда 1      | Рахунок | Команда 2   |
| -------------- | ------- | ----------- |
| 18 жовтня 2005 |         |             |
| Шан            | 1–2     | Бальцерс    |
| Трізен         | 0–4     | Ешен-Маурен |
| 19 жовтня 2005 |         |             |
| Бальцерс II    | 0–12    | Вадуц       |
| Ешен-Маурен II | 1–2     | Руггелль    |

## 1/2 фіналу
| Команда 1        | Рахунок | Команда 2 |
| ---------------- | ------- | --------- |
| 8 листопада 2005 |         |           |
| Руггелль         | 1–2     | Бальцерс  |
| 9 листопада 2005 |         |           |
| Ешен-Маурен      | 1–3     | Вадуц     |

## Фінал
| 17 квітня 2006 |

| Вадуц                                          | 4–2 дч | Бальцерс                      |
| ---------------------------------------------- | ------ | ----------------------------- |
| Рітцбергер 13' Антич 71' Сара 97' Тельсер 104' |        | Ангелов 40' Бюхель 90' (пен.) |

| Райнпарк, Вадуц Глядачів: 1,000 Арбітр: Рето Рутші (Швейцарія) |